# 4e cérémonie des Georgia Film Critics Association Awards
La 4e cérémonie des Georgia Film Critics Association Awards (GFCA Awards), décernés par la Georgia Film Critics Association (GAFCA), association créée en 2011 dans le but de promouvoir la critique cinématographique et l'industrie cinématographique dans l'État de Géorgie, a eu lieu le 5 janvier 2015, et a récompensé les films réalisés l'année précédente,.

## Palmarès

### Meilleur film d'animation
- Les Nouveaux Héros (Big Hero 6)

### Meilleure chanson originale
- Opération Muppets (Muppets Most Wanted) – Bret McKenzie (pour la chanson "Something So Right")